# Stefan C. Müller
Stefan C. Müller (* 1952 in Kronach/Oberfranken) ist ein deutscher Urologe.

## Leben
Stefan C. Müller studierte Medizin an der Julius-Maximilians-Universität Würzburg. Im März 1978 promovierte er über histologische Veränderungen von Lungenparenchym nach Bestrahlung mit 60Co. Nach seiner Tätigkeit als chirurgischer Assistenzarzt in wechselte er für eineinhalb Jahre nach Los Angeles und Baltimore und schließt 1985 seine Ausbildung zum Urologen in Mainz ab. Nach einer Tätigkeit an der Universitätsklinik in San Francisco war er von 1990 bis 1994 leitender Oberarzt der Klinik für Urologie und Privatdozent am Universitätsklinikum Mainz.
1994 erhielt Stefan C. Müller einen Ruf als Ordinarius des Lehrstuhl für Urologie, an die Universität Bonn. 2006 wurde ihm die Ehrendoktorwürde der Jvane Javakhishvili Tbilisi State University verliehen. Weiterhin verfügt er über eine Gast-Professur an der Universität Ancona, Italien.
Stefan C. Müller ist verheiratet und hat drei Kinder.

## Wirken
Die Schwerpunkte der Arbeit von Stefan C. Müller sind operative Onkologie (Niere, Prostata, Blase und Hoden), Variationen der Harnableitungen, Rekonstruktionen am äußeren Genitale, Steintherapie und Kinderurologie. Forschungsschwerpunkte sind die Ursachen der Harnsteine und Prognosefaktoren des Prostatakrebses.
Unter anderem erhielt er 1999 den Maximilian Nitze-Preis der Deutschen Gesellschaft für Urologie.
2003/2004 leitete er das Resort Fort- und Weiterbildung der Deutschen Gesellschaft für Urologie (DGU). 2009 übernahm der das Amt des 2. Vize-Präsident der DGU und wird 2012 die 64. Jahrestagung der DGU austragen.

## Werke
- Inkontinenz: Fragen und Antworten, Deutscher Ärzte-Verlag 2009
- Autor oder Co-Autor von über 100 wissenschaftlichen Publikationen